# Rofusz Ferenc
Rofusz Ferenc (Budapest, 1946. augusztus 19. –) a Magyar Szent István-renddel és Nemzet Művésze címmel kitüntetett, Kossuth- és Oscar-díjas magyar rajzfilmrendező. A nevéhez fűződik az első magyar alkotásért odaítélt Oscar-díj, melyet az általa rendezett háromperces A légy című film 1981-ben kapott a legjobb animációs rövidfilm kategóriában.

## Élete
Bár eredetileg Rófusz Ferenc néven anyakönyvezték, mindig is a Rofusz vezetéknevet használta. Már általános iskolás korában érdeklődött a filmkészítés iránt, ezért a Dési Huber Istvánról elnevezett rajzkörbe és a Ferenczy szakkörbe járt. Később a Mafilmnél kezdett el dolgozni mint díszletfestő és trükkfilmrajzoló. 1968-ban felvételizett a Pannónia Filmstúdióba. Ő is – akárcsak Jankovics Marcell – fázisrajzolóként, majd kulcsrajzolóként, később animátorként dolgozott. Közreműködött az 1973-ban bemutatott János vitéz elkészítésében. Majd Jankovics Marcell mellett, társrendezőként a Gusztáv sorozatot készítette.
Első önálló animációs filmjét, melynek címe a Kő volt, Nepp József ötlete alapján készítette 1974-ben. Következő alkotása, a háromperces A légy az 1981-es gálán Oscar-díjat kapott a legjobb animációs rövidfilm kategóriában. Egy évvel később elkészítette a Holtpont című önálló animációs filmjét. A Gravitáció című művének forgatókönyvét majd tíz évvel korábban beadta, de a film csak 1984-ben készült el.
1988-ban beadta a papírjait Kanada bonni nagykövetségére. Két héten belül megkapta az állandó letelepedési engedélyt és a repülőjegyeket. Kanadában a Nelvana rajzfilmstúdióban kezdett dolgozni, később saját stúdiót is alapított Super Fly Films néven. 2002 óta ismét Magyarországon él, és saját stúdiójában tevékenykedik. Negyven év várakozás után 2019-re elkészült Az utolsó vacsora című tizenegyperces animációs filmje. Az eredeti koncepció szerint megalkotott rajzfilm 8 ezer kockája 21. századi technológiával, 3D animációval készült. A film 2019 szeptemberében a legjobb animációs film díját nyerte meg az Argentínai Nemzetközi Keresztény Film Fesztiválon.

### Az Oscar-díj-átadás botránya
A neki ítélt díjat helyette – ám ezt el nem árulva az átadóknak – Dósai István, a Hungarofilm akkori igazgatója vette át. A szobrot azonban még aznap elkobozták tőle. A film alkotója a Szabad Európa Rádió adásából értesült csak a díjátadón történt győzelméről. Rofusz később személyesen vehette át az Oscar-szobrocskát. 2023-ban a VálaszOnline c. lapnak adott interjújában az esetet így mesélte el maga a rendező: 

„És mit érzett aznap, amikor megtudta, hogy más vette át ön helyett az Oscart? – Volt előzménye, bár így is villámcsapásként ért. Az már hetekkel korábban kiderült, hogy A légy bekerült a három legjobb film közé, és meg voltam győződve róla, hogy kimehetek a díjátadóra, de azt a választ kaptam, hogy esélytelen vagyok a két kanadai filmmel szemben. Végül a Szabad Európa Forgószínpad című műsorát hallgatva, reggel 7-8 körül tudtam meg, hogy A légy nyerte az Oscar-díjat. Nem kívánom senkinek azt az érzést. Azt hittem, rosszul hallok. Egyfelől fantasztikus, katartikus élmény volt, de fura kettősségben, mert közben pontosan tudtam, hogy most lemaradtam valamiről, ami lehet, hogy az életemben többet nem ismétlődik meg. – Sose kapott választ arra, hogy miért nem fért bele a magyar delegációba? – Soha. A Hungarofilm vezérigazgatója kérvényezte, hogy átvehesse a díjat, ha A légy nyer, de nem engedélyezték neki. Ennek ellenére felment a színpadra és átvette. Bill Littlejohn, a Disney utolsó élő animátora, aki néhány hónappal azelőtt találkozott velem egy kanadai filmfesztiválon, jelentette, hogy fél év alatt nem változhattam meg ennyire. Aznap éjjel kiszállt a Los Angeles-i rendőrség a hotelbe és visszavette az aranyszobrot Dósai elvtárstól."”

2017-ben az Amerikai Filmakadémia beválasztotta tagjai közé, így ő is szavazhat az Oscar-jelöltekről és -díjakról.

## Filmjei
- Az Utolsó vacsora (2019)[11][12]
- „Szerencsi, fel!” (2004) tévésorozat
- Ceasefire! (2003)
- Gravitáció (1984)
- Holtpont (1982)
- A légy (1980)
- Gusztáv az ABC-ben (1976)
- Kő (1974)

## Díjai
- Oscar-díj
  - 1981 díj: legjobb animációs rövidfilm – A légy
- Krakkói Filmfesztivál
  - 1981 díj: Don Quixote-díj – A légy
- Ottawa Nemzetközi Animációs Fesztivál
  - 1984 díj: legjobb 5 percnél rövidebb film – Gravitáció
  - 1980 díj: 2. helyezés (3 percnél rövidebb film) – A légy
- Balázs Béla-díj (1982)
- Magyar Filmkritikusok Díja (1982, 1986)
- Arany Pillangó díj (1996)
- Kossuth-díj (2011)
- Szolnoki Nemzetközi Képzőművészeti Filmfesztivál életműdíja (2016)[13]
- A Nemzet Művésze (2018)
- Tony Curtis-díj (2019)[12]
- Prima díj (2021)[14]
- A Magyar Filmakadémia életműdíja (2022)
- Magyar Szent István-rend (2022)
- CineFest Miskolci Nemzetközi Filmfesztivál életműdíja (2022)[15]